# Люксембурзька кухня

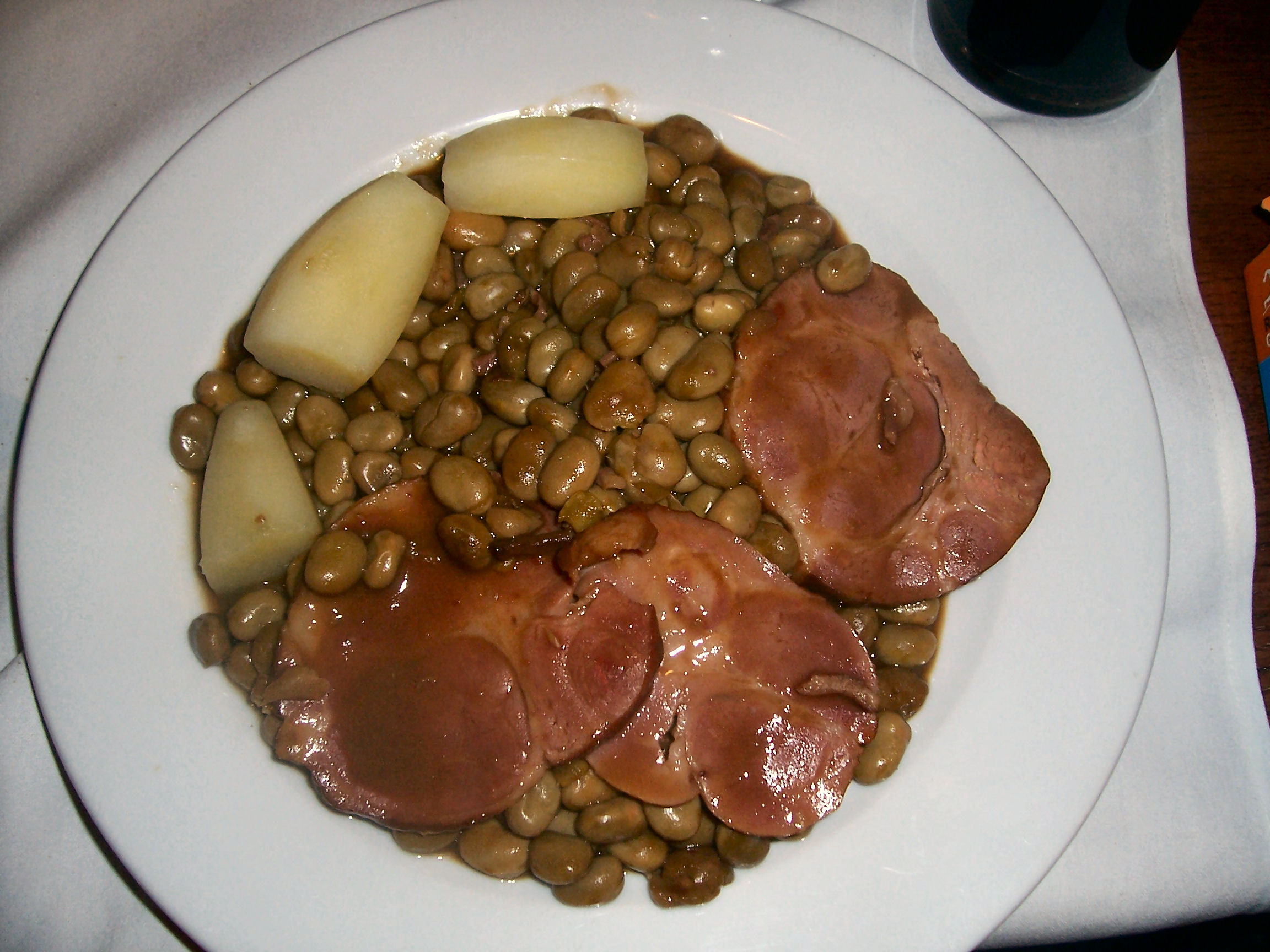
Judd mat Gaardebounen – традиційна страва Люксембургу

Люксембурзька кухня відображає становище країни між латинськими і германськими країнами, і знаходиться під впливом кухонь сусідніх Франції, Бельгії та Німеччині. Останнім часом на неї також вплинули численні італійські та португальські іммігранти. Як і в Німеччині, більшість традиційних повсякденних люксембурзьких страв мають сільське походження, на відміну від вишуканіших французьких страв..

## Страви
На додаток до французьких кондитерських, тістечок і фруктових пирогів, місцева випічка включає брецель, фірмову страву Великого посту; Quetscheflued, пиріг зі сливами; kindermund - дольки яблука в сирі ; verwurelt Gedanken або Verwurelter, маленькі пончики, вкриті цукром; та Äppelklatzen, яблука в тісті. Фірмовим сиром Люксембургу є Kachkéis або Cancoillotte, це м'яка сирна паста.
Риба з місцевих річок, така як форель, щука та раки, є основою для таких страв, як F'rell am Rèisleck (форель у соусі рислінг), Hiecht mat Kraiderzooss (щука в зеленому соусі) і Kriibsen (раки), які зазвичай готуються в соусі рислінг. Ще одним фаворитом є Fritür або Friture de la Moselle, невелика смажена риба з річки Мозель, що супроводжується місцевим білим вином з долини Мозель.
М'ясні страви включають холодну шинку Éisleker, або еслінг шинку, з гірської півночі країни, спочатку мариновану протягом кількох тижнів, а потім підкопчену протягом декількох днів. Зазвичай її подають тонко нарізаною зі смаженою картоплею та салатом. Мабуть, найтрадиційнішою з усіх люксембурзьких м'ясних страв є свиняча шийка з кінськими бобами, копчена свиняча шийка з бобами. Свинину замочують на ніч, потім варять із овочами та спеціями. Подається великими скибочками разом із квасолею та відвареною картоплею і вважається національною стравою Люксембургу. Hong am Rèisleck, схожий на французьку Coq au Riesling, складається зі шматочків обсмаженої курки, тушкованих у білому вині з овочами, спеціями та грибами. Huesenziwwi или Civet de lièvre — це сіве із зайця, яке подають під час мисливського сезону.
Інші страви включають дамплінги з печінки (кнелі) з квашеною капустою і відвареною картоплею, Träipen (чорний пудинг) з яблучним соусом, сосиски з картопляним пюре і хріном, а також суп зі стручкової квасолі (Bouneschlupp). Французька кухня займає чільне місце у багатьох меню, а також деякі страви з Німеччини та Бельгії.

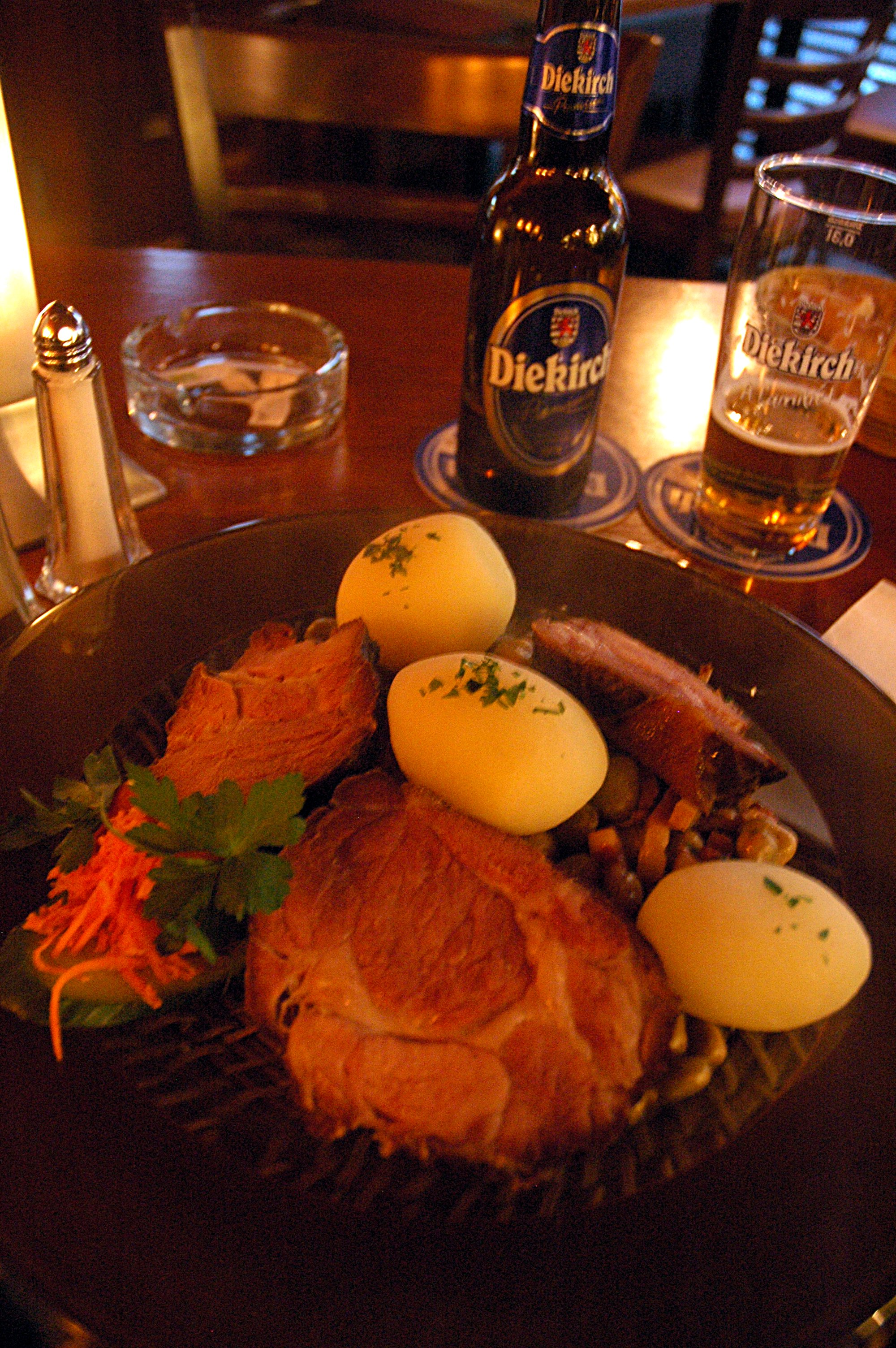
Judd mat Gaardebounen з картоплею та пивом
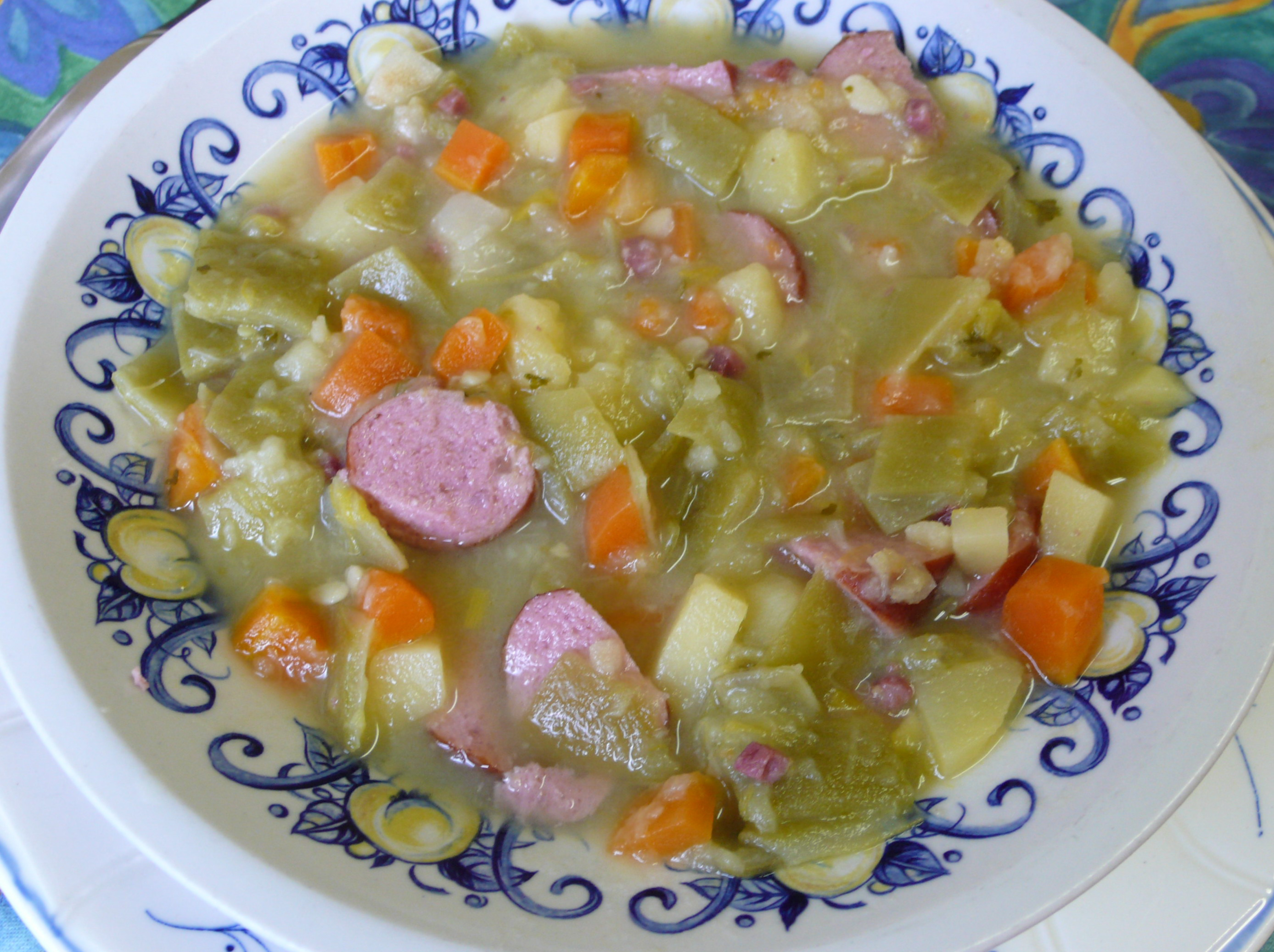
Суп зі стручкової квасолі або Bouneschlupp вважається національним супом Люксембургу
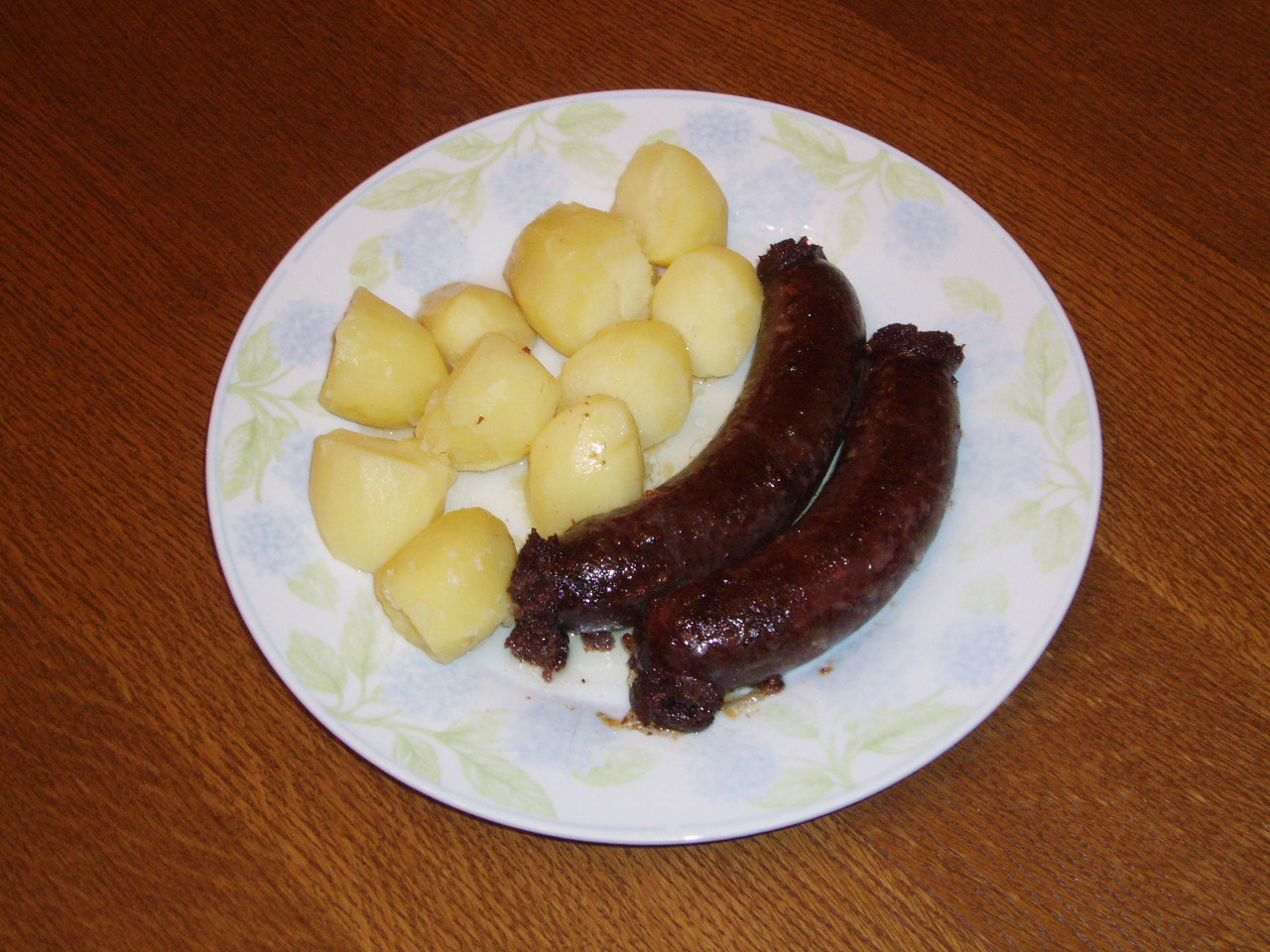
Träipen, іноді treipen – люксембурзький варіант чорного пудингу

## Популярні страви

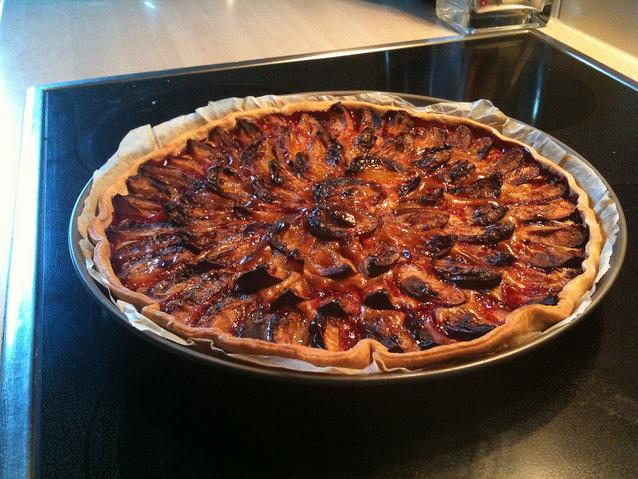
Сливовий пиріг "Quetschentaart" - люксембурзький спеціаліст

- Тюринзькі ковбаски, які за смаком нагадують гостру версію німецької братвурст. Використання слова «Thüringer» тепер зарезервовано для ковбас, виготовлених у німецькій Тюрингії, і в Люксембурзі вони офіційно називають Lëtzebuerger Grillwurscht або Люксембурзькі ковбаски-гриль[9].
- Gromperekichelcher — Картопляні оладки зі спеціями з нарізаною цибулею й петрушкою, обсмажені у фритюрі.
- Tierteg — ще один вид картопляних оладок, приготованих із квашеною капустою[10].
- Rieslingspaschtéit — популярний м'ясний пиріг у формі буханця, приготовлений з вином рислінг і холодцем, зазвичай подається нарізаними скибочками[11].
- Pâté — паштет з м'яса, хоч існують вегетаріанські версії.
- Quetschentaart — сливовий пиріг, поряд з персиковим, вишневим і грушевим пирогом, є типовим десертом, і його можна знайти в будь-якій кондитерській або ресторані.
- Miel luxembourgeois de marque nationale — сорт меду з Люксембургу, який охороняється законодавством ЄС.
- Öennenzop - цибулевий суп, який зазвичай подають з сирними тостами.

## Напої

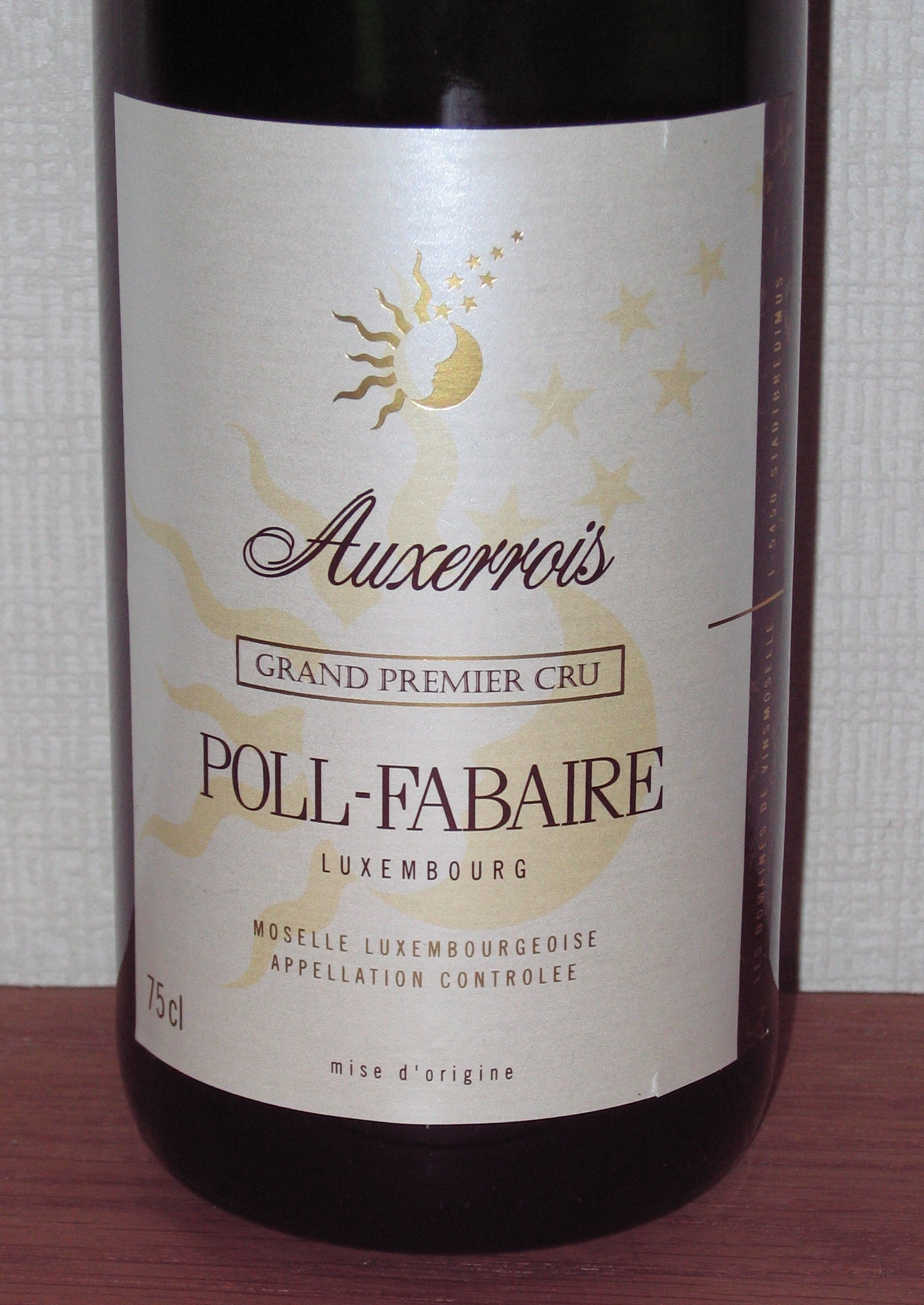
Вино Оксерруа

Вино, в основному сухе біле вино та ігристе вино, виробляється в Люксембурзі, на північному березі річки Мозель. Історія виноробства цього регіону походить від римлян. Основними сортами є Рислінг, Піно-грі, Піно-блан, Шардоне, Оксерруа, Ґевюрцтрамінер, Риванер, Ельблінг, Піно Нуар та Креман де Люксембург. Marque Nationale на задній стороні кожної пляшки люксембурзького вина підтверджує його походження та вказує рівень якості.
Пиво, яке є досить популярним напоєм у Люксембурзі, виробляється на трьох великих броварнях, а також кількох невеликих пивоварнях. Більшість пива, звареного в Люксембурзі, — це лагери, але в грудні також є кілька спеціальних сортів пива, а також безалкогольне пиво та різдвяне пиво. Основними брендами пива є Bofferding, які також виробляють Баттін, Мозель і Дикірх, що використовують одну і ту ж пивоварню в Дікірсі; а також Simon. З 2000-х років відродилися місцеві міні-пивоварні, що виробляють крафтове пиво, такі як Beierhaascht, Ourdaller та Grand Brewing.